# قرية كاف
قرية كاف، إحدى القرى الأثرية القديمة التي تقع في القريات شمال المملكة العربية السعودية.

## الوصف
هي قرية قديمة تقع بالقرب من قصر كاف على بعد 27 كم من التجمع السكاني، وتتألف من بيوت طينية متلاصقة، تنتشر فيها مزارع النخيل ويتوسطها مسجد قديم مبني من الحجارة، وتضم مدرسة مبنية من الحجارة أيضاً بالطراز المعماري الإسلامي القديم، وتوجد في القرية منطقة سبخه إضافة إلى العديد من العيون الكبريتية الجارية التي تستخدم في ري مزارع النخيل، ويرتادها في الوقت الحاضر الكثير من الزوار للعلاج بالمياه الكبريتية من الأمراض الجلدية، وقد تم اختيار الموقع سياحيا لأهميته التراثية والعلاجية ولتكامله السياحي مع مواقع سياحية مجاورة مثل قصر كاف وقلعة الصعيدي.، وبطرفها الشمالي جبل الصعيدي، وفي أعلاه قلعة تعود للعصر النبطي، ولقد أُستخدمت فيما بعد كحامية لطريق الحجاج، وكانت المادة المصنوعة منها الحجارة البركانية، أما الطريق الموصل لها فهو متعرج رُصفت جوانبه بالحجارة، ويوجد في الجهة الشمالية الشرقية من جبل الصعيدي قصر كبير يُنسب بنائهُ إلى الشيخ نوري الشعلان، وقد بُني من الحجر الرملي الكبير.

## تهريب الآثار

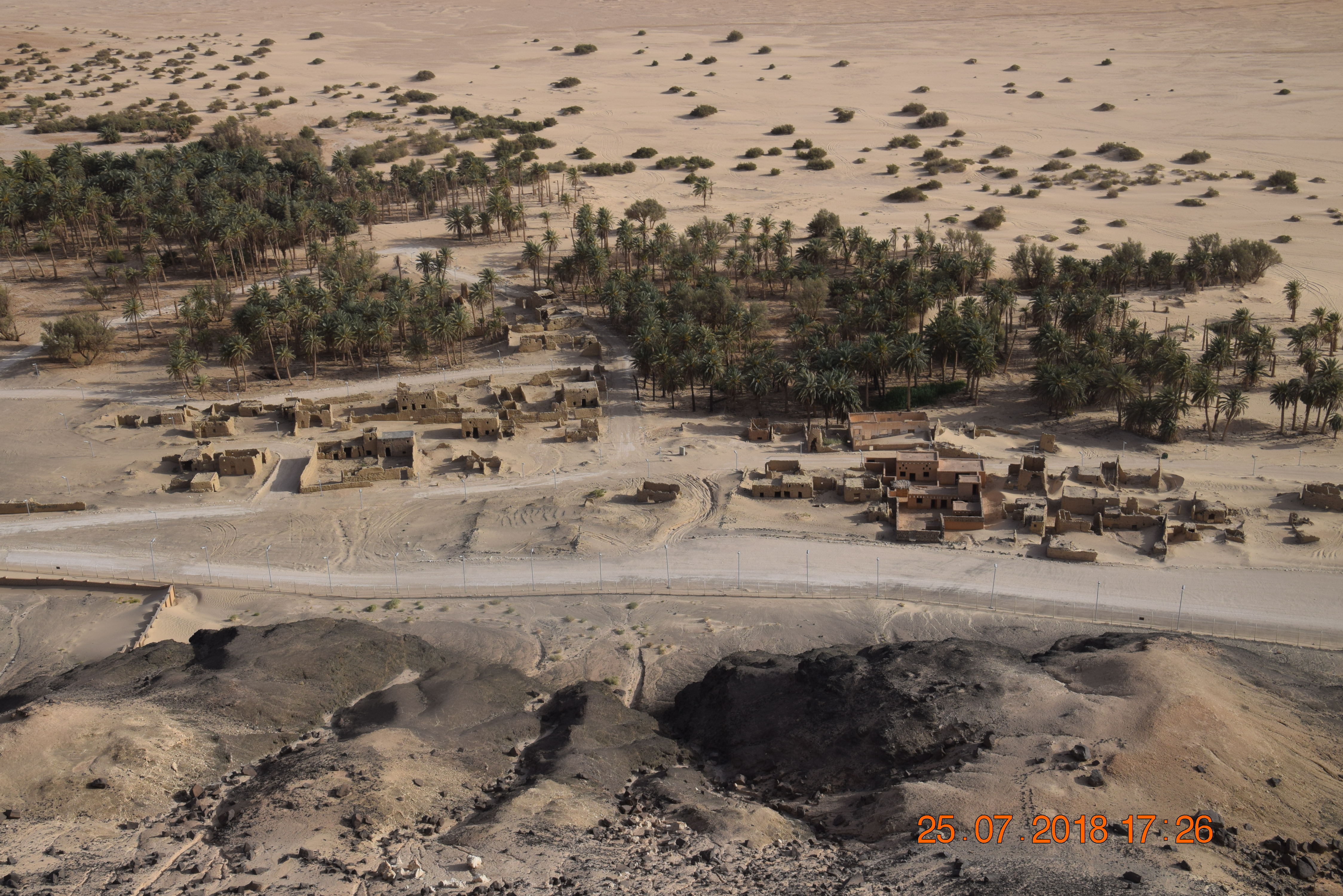

في 5 أبريل 2014 ضبط جمرك العمري الأردني كميات من الذهب والجنيهات وتماثيل من الذهب الخالص مع رجل من الجنسية التركية قيل أنه هربها من القريات في السعودية، حيث إستخرج الذهب من موقع يسمى قرية كاف يبعد عن القريات تقريبًا 30 كيلو متر.

## انظر ايضاً
- الجوف
- قلعة مارد
- قلعة زعبل